# Daniel Rydmark
Daniel Rydmark, född 23 februari 1970 i Surahammar i Sura församling är en svensk ishockeyspelare. Rydmark spelade i det svenska ishockeylandslaget som vann OS-guldet i Lillehammer 1994. 
Rydmark har efter spelarkarriären varit tränare för Mjölby HC och HF Linköping.

## Klubbar som spelare
- Surahammars IF (moderklubb)
- Västerås IK (1985-1986, 1998-2000)
- Färjestads BK (1986-1990)
- Malmö IF (1990-1998, 2000-2004)
- Phoenix Roadrunners (IHL) (1995-1996)
- Hästen Hockey (2004-2005)
- Borås HC (2005-2005) Lån

## Klubbar som tränare
- Mjölby HC (2007-2010)
- HF Linköping (2010-2012)
- Mjölby HC (2013-2014, slutade 23 september 2013)
- Valdemarsviks IF 2015-

## Meriter
- SM-guld: 1988 (FBK), 1992 och 1994 (MIF)
- OS-guld: 1994
- VM-guld: 1992